# Порядок и справедливость
«Порядок и справедливость» (лит. Tvarka ir teisingumas — TT) — правоцентристская  политическая партия в Литве, существовавшая в 2002—2020 годах. Основатель партии — Роландас Паксас, в 2003 году избранный президентом Литвы, а в 2004 году смещённый в результате импичмента.

## История партии
Партия «Порядок и справедливость» была основана в 2002 году как Либерально-демократическая партия. Её основал Роландас Паксас, которому незадолго до этого не удалось стать лидером Союза либералов Литвы (ныне — партия Союз либералов и центра). Вместе с Паксасом из Союза либералов Литвы вышли 13 депутатов Сейма. В 2004 году ЛДП приняла участие в парламентских выборах в составе коалиции «За порядок и справедливость» и получила 11 мандатов, набрав вместе с партнёром по коалиции, Литовским народным союзом «За справедливую Литву», 135 807 (11,36 %) голосов. В 2006 году ЛДП приняла нынешнее название. Упрекается соперниками в популизме.
На парламентских выборах 2008 года партия получила 156 559 (12,69 %) голосов и 15 мандатов. По оценкам экспертов незадолго до выборов 2008 года, «избирательная программа партии «Порядок и справедливость» готовилась так, чтобы самым дешёвым способом угодить самому широкому кругу избирателей с минимальной заботой о рациональности аргументов и возможных последствиях».
Партия также представлена в Европарламенте: на выборах 2004 года она получила 82 368 (6,8 %) голосов и 1 место из 13, отведённых для Литвы, а на выборах 2009 года — 67 237 (11,90 %) голосов и 2 места из 12. В новом составе Европарламента партия участвует в работе фракции «Европа за свободу и демократию».
На муниципальных выборах 2011 года партия набрала 95 103 голосов из 1,1 млн. и получила 155 из 1526 мест. В Вильнюсе партия получила 5 мест из 51, в Каунасе — 4 из 41.
Парламентские выборы 2012 года оказались для партии не очень удачными. Опросы общественного мнения в сентябре показывали. что за неё готовы отдать свои голоса 9,5 % избирателей. Но в октябре за партию получила всего 7,33 % голосов, что принесло ей всего 6 мест в Сейме. Ещё 5 депутатов были избраны по одномандатным округам. Всего партия «Порядок и справедливость» смогла получить 11 мест в парламенте, на 4 меньше чем на предыдущих выборах. Но даже обладая лишь четвёртой фракцией в Сейме, партия смогла получить в новом правительстве два портфеля: министра охраны окружающей среды и министра внутренних дел.
В 2014 году правоохранительные органы провели ряд расследований в отношении партии «Порядок и справедливость» и ее членов. Прокуратура предъявила обвинения в коррупции (протекционизме) политической партии как юридическому лицу.
На парламентских выборах 2016 года набрала 5,34 % (67 098 голосов).
Через день после выборов, 10 октября, ответственный секретарь партии Алмантас Пяткус заявил на пресс-конференции, что европарламентарий Р. Паксас уходит с поста председателя “Порядок и справедливость”.
В 2020 году «Порядок и справедливость» объединилась с партией «Литовский союз свободы» и политическим движением «Вперед, Литва» в политическую партию «Свобода и справедливость»
Партия окончательно прекратила своё существование 2 января 2025 года .

## Председатели
1. Роландас Паксас (2002—2003)
2. Валентинас Мазуронис (2003—2004)
3. Роландас Паксас (2004—2016)
4. Ремигиюс Жемайтайтис (2016—2020)